# Парижки парламент
Парижкият парламент или Парламент на Париж (на френски: Le parlement de Paris) е висшият орган на кралското правосъдие във Франция от Късното средновековие до края на Стария режим (в периода от XIV до XVIII век). Той е висш апелативен съд, който съди от името на краля като последна инстанция.
Още от възникването си Парижкият парламент играе активна политическа роля, като участва в законодателния процес (чрез задължението му да регистрира кралските закони преди тяхното прилагане) и в администрацията на кралството.

## История
Появата на парламентите във Франция е резултат от вековната борба на френските крале да изземат съдебните прерогативи на френските сеньори и по този начин да централизират съдебната власт в свои ръце. Институцията на парламента възниква през XIII в., когато той се обособява като самостоятелна секция на Кралския съвет (Conseil du roi или curia regis). Той се състои от 3 камари – за получаване на молби и оплаквания, за събиране на информация и за водене на дела – и се събира 4 пъти годишно в Париж, утвърждавайки се като най-компетентния и най-престижния орган на кралското правосъдие.
През 1307 г. парламентът в Париж става постоянно действаща съдебна палата, чиято юрисдикция се простира върху цялата територия на кралството, а не само в рамките на кралския домен. Постепенно Парижкият парламент се превръща във върховен апелативен съд, чиито решения не подлежат на обжалване, освен ако кралят не използва лично правото си да раздава правосъдие.
През XIV и XV в., когато се оформя йерархическата система на кралските съдилища, Парижкият парламент продължава да играе ролята си на върховен съдебен орган, чийто ресор става толкова голям, че за да се облекчи работата му, кралете започват да създават парламенти за отделните провинции в кралството. Така освен Парижкия парламент постепенно се формират провинциалните парламенти в Нормандия (в Руан 1499), Лангедок (Тулуза, 1443), Дофине (Гренобъл, 1453), Аквитания и Гаскония (Бордо, 1462), Бургундия (Дижон, 1477), Прованс (Екс ан Прованс, 1501), Бретан (Рен, 1553), Беарн (По, 1620), Елзас (Страсбург, 1667), Артоа (Арас, 1640), Русийон (Перпинян, 1660), Фландрия и Ено (Дуе, 1686), Франш Конте (Безансон, 1676), Лотарингия (Нанси, 1776), Савоя (Шамбери, 1537-1559). Повечето от тях произлизат от висшите сеньориални съдилища, превърнати в кралски съдилища след присъединяването на съответната провинция към кралския домен. Те са наречени суверенни съдебни палати, а по времето на Луи XIV започват да се наричат висши, защото подобно на парламента в Париж съдят като последна инстанция, чиито решения могат да бъдат оспорени единствено от краля.
Постепенно Парижкият парламент и другите висши съдилища се сдобиват и с правото да регистрират, т.е. да записват, кралските законодателни актове, като по този начин във Франция се създава традицията кралските закони да подлежат на изпълнение едва след публикуването им от висшите съдебни палати. Тази традиция води началото си от времето на Филип IV, когато кралският съветник Жан дьо Монлюк създава първия регистър от кралски едикти и важни съдебни решения. Освен това прламентите започват да служат и като механизъм за коректив на евентуални законодателни грешки, сдобивайки се с правото да отправят ремонстрации и критични бележки относно приетите от краля законодателни актове. Те обаче нямат задължителен характер и последната дума принадлежи на краля, който може да задължи парламента да регистрира закона въпреки посочените недостатъци. Тогава парламентът възприема практиката, когато трябва да регистрира кралски едикт въпреки нежеланието си, в акта за регистрацията да посочи, че регистрацията е направена с особено мнение и по изричната заповед на краля.
През XVI в. авторитетът на Парижкия парламент нараства толкова много, че той се оказва единствената институция, способна да възрази на кралските решения, като в определени случаи парламентът дори отказва да регистрира някои кралски едикти, които противоречат на висшите закони на кралството. Така например през 1516 г. парламентът в продължение на две седмици отказва да регистрира конкордата между Франсоа I и папа Лъв X, изтъквайки, че той противоречи на Прагматическата санкция от Бурж от 1448 г.; през 1527 г. парламентът обявява за незаконно желанието на Франсоа I да абдикира в полза на най-големия си син, направено през 1525-1526 г. в Мадрид, когато кралят попада в плен на испанците. Подобно поведение на парламента често става причина за открити конфликти с кралете, и понякога те са принудени да отправят заплахи към членовете му или да използват правото си на lit de justice, за да принудят магистратите да регистрират едиктите.
В началото на XVII в., когато започва възходът на френския абсолютизъм, опасността Парижкият парламент да се превърне в реален конкурент на абсолютната кралска власт става очевидна. При перманентното отсъствие на Генералните щати и събранието на нотабилите от началото на XVII в. парламентите, и особено парижкият, все повече започват да претендират за национална представителност, което ги прави очевидно несъвместими с политическата теория на абсолютизма. Въпреки това кралете от династията на Бурбоните не си позволяват да премахнат институцията на парламентите, а вместо това често прибягват до репресиране на членовете им, за да ги дисциплинират и да превърнат парламентите в послушна на короната институция.
При кризата, обхванала кралския абсолютизъм по времето на Луи XVI в края на XVIII в., ролята на парламентите отново излиза на преден план. От трибуната на парламента в Париж все по-често започват да се чуват критики срещу поведението на монарха и опитите му да наруши традициите в монархията, като се опитва да заобиколи привилегиите, дадени на различните обществени прослойки от неговите предшественици. През 1776 г. Парижкият парламент категорично отказва да регистрира кралските едикти на първия министър Тюрго, с които кралската администрация се опитва да въведе важни реформи — премахване на пътната ангария, занаятчийските задруги и търговските корпорации и въвеждане на общ поземлен данък за всички собственици на земя в държавата независимо от съсловната им принадлежност. Съпротивата на парламента срещу планираните от краля и финансовия министър Калон данъчни реформи през 1788 г. принуждават монарха на следваща година да свика с неохота Генералните щати, което се превръща в прелюдия към революцията, сложила край на съществуването на парламентарната институция в познатия ѝ до този момент вид.